# Augusto Monterroso
Augusto Monterroso Bonilla (Tegucigalpa, Honduras, 21 de dezembro de 1921 - Cidade do México, 7 de fevereiro de 2003) foi um escritor hondurenho, naturalizado guatemalteco, conhecido pelas suas coleções de relatos breves e hiperbreves. 

## Livros publicados
- Obras completas (y otros cuentos) (1959)
- La oveja negra y demás fábulas (1969)
- Movimiento perpetuo (contos, ensaios e aforismos, 1972)
- Lo demás es silencio (novela, 1978)
- Viaje al centro de la fábula (entrevistas, 1981)
- La palabra mágica (contos y ensaios, 1983)
- La letra e: fragmentos de un diário (1987)
- Los buscadores de oro (autobiografia, 1993)
- La vaca (ensaios, 1996)
- Pájaros de Hispanoamérica (antologia, 1998)
- Literatura y vida (contos y ensaios, 2001)